# Ясін Бурхан
Ясін Бурхан (фр. Yacine Bourhane, нар. 30 вересня 1998, Нуазі-ле-Гран, Франція) — коморський футболіст, півзахисник данського клубу «Есб'єрг» та національної збірної Коморських Островів.

## Ігрова кар'єра

### Клубна
Професійну кар'єру Ясін Бурхан почав у клубі французького Другого дивізіону «Ніор». Першу гру футболіст провів 16 жовтня 2017 року, коли вийшов на заміну у матчі проти «Лор'яна». Паралельно з цим Бурхан грав за другий склад «Ніора». 
Влітку 2021 року як вільний агент Бурхан перейшов до нідерландського «Гоу Егед Іглз». Та провівши в команді лише чотири матчі, вже взимку футболіст перейшов до данського «Есб'єрга», з яким підписав контракт до кінця 2024 року. З «Есб'єргом» Бурхан пограв у Першому та Другому дивізіонах чемпіонату Данії.

### Збірна
11 жовтня 2020 року у товариському матчі проти Лівії Ясін Бурхан дебютував у складі національної збірної Коморських Островів.
У 2021 році Бурхан брав участь у Кубку африканських націй в Камеруні.